# Halo-halo

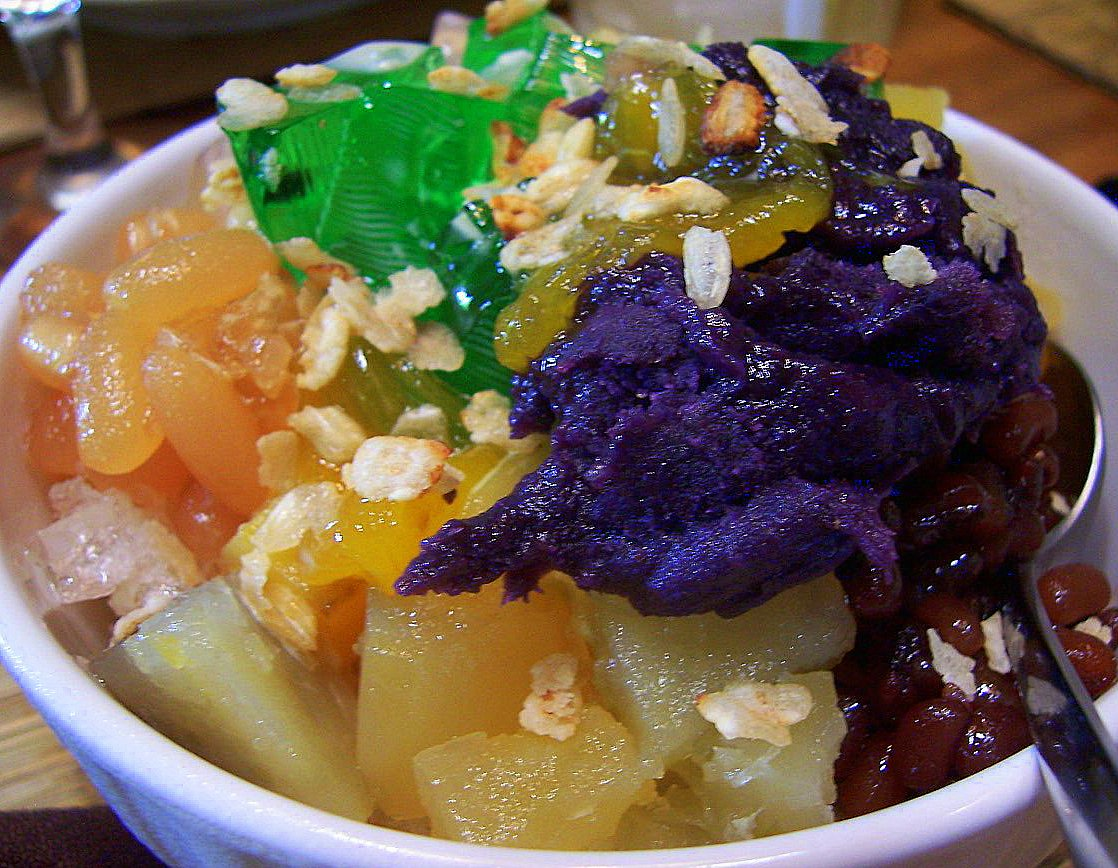
Halo-halo

Halo-halo is een Filipijns nagerecht. Halo-halo betekent letterlijk "mix-mix" en is een mix van, al dan niet ingemaakte, vruchten en bonen in geëvaporeerde melk of gecondenseerde melk en schaafijs. Voor halo-halo bestaat geen standaard recept en het komt dan ook voor in vele variaties. De meest gebruikte basis-ingrediënten van het gerecht zijn rode mungbonen, kidneybonen, kikkererwten, suikerpalmvruchten, zoals die van de arengpalm, kokosnootproducten en in suiker gekaramelliseerde bakbananen. Het gerecht is afgeleid van kakigōri, een Japans schaafijsgerecht. 
Over het algemeen worden eerst de vruchten, bonen en andere zoetigheden in een kom of glas gedaan, gevolgd door het geschaafde ijs. Daarna wordt het geheel besprenkeld met suiker en overgoten met leche flan, ube halaya en/of ijs. Als laatste wordt de gecondenseerde of geëvaporeerde melk toegevoegd.
De ingrediënten van halo-halo zijn afkomstig uit diverse windstreken en het gerecht is dan ook een goed voorbeeld van de mix van culturen die het land ondergaan heeft door de jarenlange overheersing door de Spanjaarden en Amerikanen en de handelscontacten met de Chinezen. 